# Ушаков, Абрам Михайлович
Абра́м (Авра́мий) Миха́йлович Ушако́в (11 [23] октября 1825, Гусарниково — 8 января 1917, Петроград) — русский купец, предприниматель в области коммерческого огородничества и цветоводства, меценат, потомственный почётный гражданин.

## Биография
Родился 11 октября 1825 года в деревне Гусарниково Ростовского уезда Ярославской губернии в семье государственных крестьян.
В начале 1840-х годов вместе с отцом приехал в Санкт-Петербург, где его отец приобрел участок земли недалеко от Нарвской заставы, и они занялись цветоводством, которое стало основой их семейного благосостояния: в оранжереях и парниках они круглый год выращивали цветы и декоративные растения, которые шли для украшения дворцов, гостиниц, ресторанов, магазинов, театров, клубов, вокзалов, а также для устройства зимних садов. Через несколько лет Ушаковы открыли свой цветочный магазин у Казанского собора и лавку у Каменного моста.

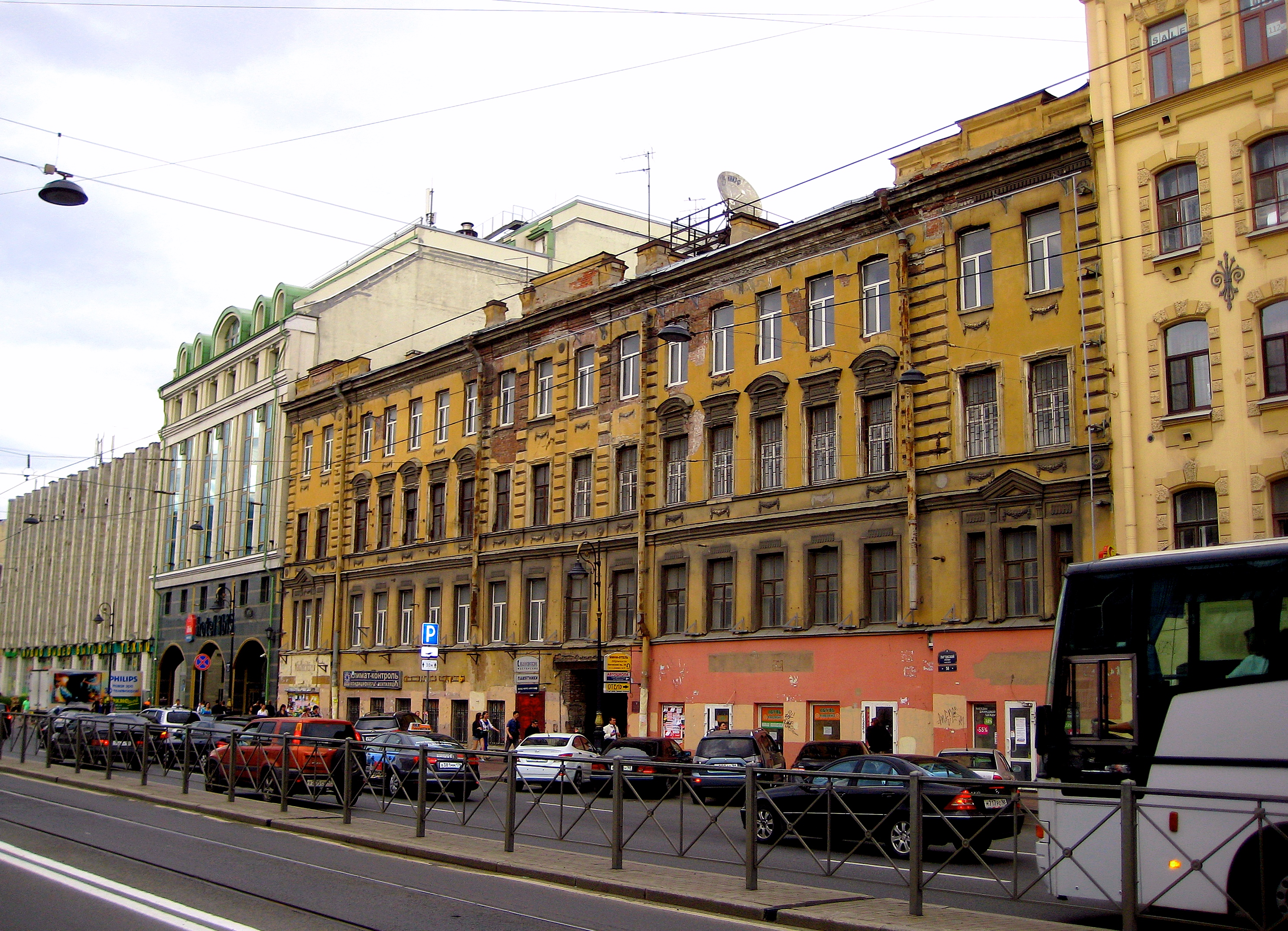
Доходный дом Л. М. Малоземовой — дом А. М. Ушакова

Имея хороший доход от своей предпринимательской деятельности, Ушаковы вкладывали деньги в приобретение земли, строительство и покупку доходных домов в округе. К 1906 году Абрам Михайлович входил в Санкт-Петербурге в число ведущих владельцев недвижимостью: ему принадлежало 24 доходных дома общей стоимостью почти три миллиона рублей. Перестройкой некоторых из них занимался петербургский архитектор П. Ю. Сюзор. Интересно, что в 1843 году в доходном доме Ушакова на Невском проспекте, 54 жила Полина Виардо.
Абрам Михайлович Ушаков являлся членом Российского Императорского общества садоводства и огородничества, действительным членом Русского общества акклиматизации животных и растений. Вместе с А. В. Запеваловым выпустил брошюру «Ростовский огородник, или Руководство к разведению огородных растений».
Занимался благотворительной деятельностью. В 1872 году открыл «Ушаковское» училище с церковью во имя Всех Святых, где стал старостой. Обучение в училище было бесплатное. Основал бесплатную больницу и до конца жизни содержал ее на свои деньги. Был организатором (1881) и почетным членом Всесвятского благотворительного общества для помощи вдовам, сиротам, престарелым, больным и многодетным. В 1882 году обществом был организован приют для малолетних детей, преимущественно сирот. Осенью этого же года освятили перестроенное на средства Ушакова здание школы, к которому прибавилось помещение для приюта. 1 апреля 1897 дом и участок земли со всеми постройками были переданы в дар обществу. Также на средства А. М. Ушакова была построена церковь при Алафузовской больнице, крупные пожертвования он сделал новгородскому Деревяницкому монастырю.

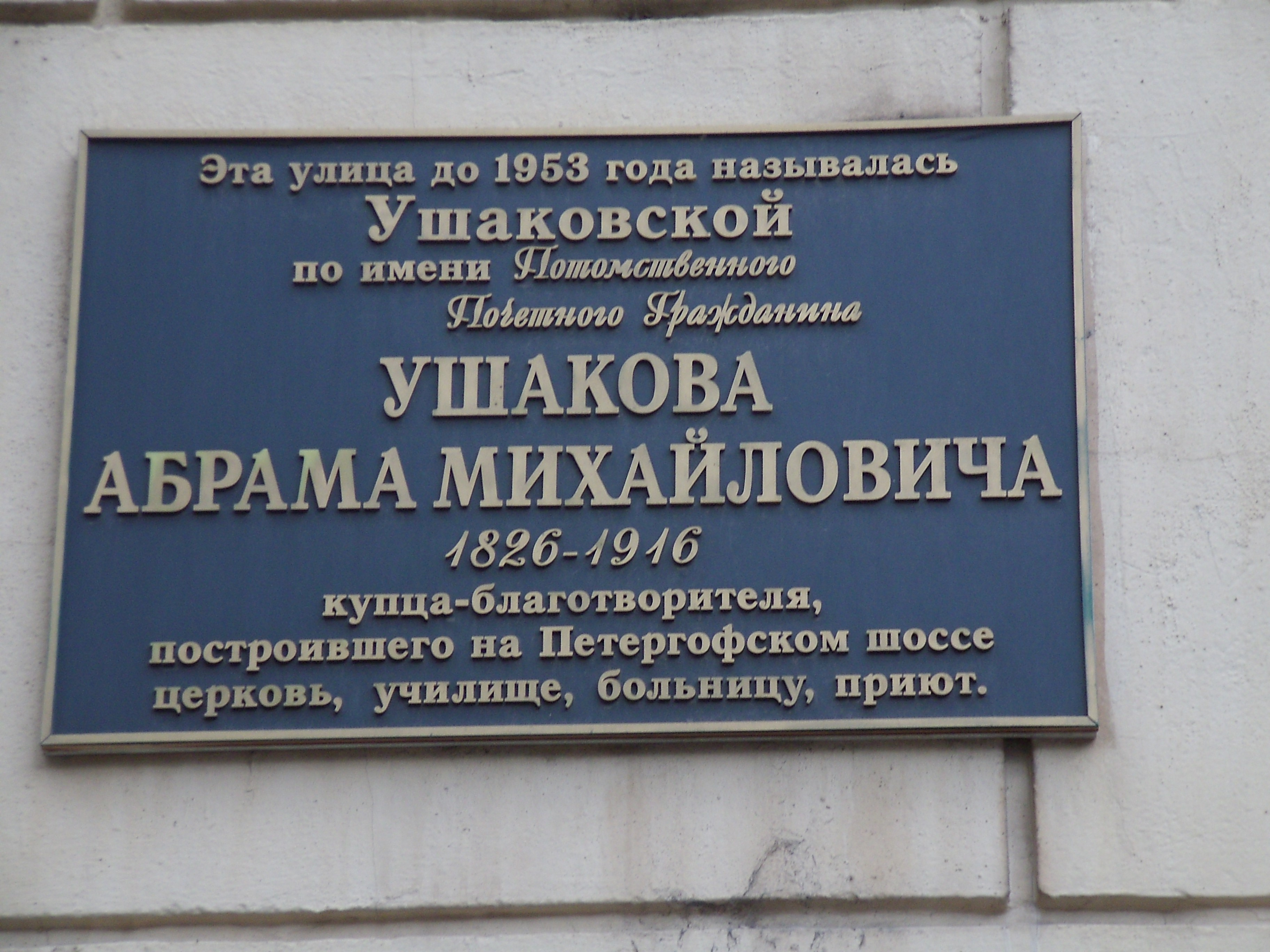
Бывшая улица Ушакова

Наряду с предпринимательской и благотворительной деятельностью, Абрам Михайлович занимался общественной работой: избирался гласным городской Думы, был выборным Санкт-Петербургского купеческого общества, членом Невского, Петербургского и Ярославского благотворительных обществ.
За свою общественно-полезную и благотворительную деятельность был награждён золотыми медалями для ношения на Станиславовой, Аннинской и Владимирской лентах, а также орденами Св. Анны 3-й степени, Св. Станислава 2-й степени и Св. Владимира 4-й степени. Был возведен в сословие потомственных почетных граждан, в 1913 году получил чин действительного статского советника.
Умер 8 января 1917 года (в декабре 1916 года по старому стилю), был похоронен на Митрофаниевском кладбище Санкт-Петербурга. Могила не сохранилась.
До 1953 года одна из улиц Ленинграда называлась Ушаковской, о чём свидетельствует в настоящее время памятная доска.